# Solomon Asch
Pour les articles homonymes, voir Asch.
Solomon E. Asch (14 septembre 1907 - 20 février 1996) est un psychologue d'inspiration Gestaltiste, connu pour avoir été un pionnier de la psychologie sociale.

## Biographie
Né en 1907 à Varsovie, il émigre vers les États-Unis d'Amérique en 1920.
En 1928, il obtient son baccalauréat à l'université de New York. Plus tard, il obtiendra sa maîtrise (1928) ainsi que son doctorat (1932) à l'université Columbia.
Solomon Asch est aussi connu pour avoir été le professeur du célèbre Stanley Milgram. Les travaux de Asch ont inspiré en grande partie les travaux de Milgram, notamment du fait d'avoir été son directeur de thèse à l'université Harvard.

## Contributions
Psychologue social progressiste polonais émigré aux États-Unis, il fait partie du courant gestaltiste. Dans une expérimentation pionnière sur la formation des impressions en 1946, il demandait à des sujets de se faire une impression globale à propos d'une personne connue par quelques traits de caractère. Asch défend l'idée que chaque mot ne prend signification que dans le contexte fourni par les autres mots, et que nous attachons une importance primordiale aux signes de socialité positive chez autrui. Le paradigme de la formation des impressions inauguré par Asch reste très représentatif de ce qu'on appelle aujourd'hui la psychologie sociale cognitive.
Au début des années 1950,  il met au point une expérience sur le conformisme dans les groupes, dans laquelle il montre qu'un sujet répondant après plusieurs complices qui se trompent unanimement peut répondre comme ces derniers en dépit d'une évidence objective. 